# Dens Park
Der Dens Park (voller Name: Dens Park Stadium) ist ein Fußballstadion in der schottischen Stadt Dundee. Es hat eine Kapazität von 11.850 Zuschauern. Der Dens Park wurde 1899 eröffnet und gehört zu den ältesten Stadien des Landes. Es ist die Heimspielstätte des FC Dundee. Seit Oktober 2023 trägt die Anlage den Sponsorennamen Scot Foam Stadium at Dens Park, nach einem Unternehmen für Wärmedämmung.

## Geschichte
Der FC Dundee zog 1899 von ihrer bisherigen Spielstätte Carolina Port in den Dens Park. Das Stadion liegt an der Sandeman Street nur rund 300 Meter vom Tannadice Park, der Heimat des Stadtrivalen Dundee United, entfernt. Über die Jahre wurden mehrere Renovierungen am Stadion durchgeführt. Nach dem Aufstieg 1998 in die Scottish Football League musste das Stadion an die Anforderungen der Liga bezüglich der Sitzplatzkapazität angepasst werden. Dabei riss man die beiden Stehränge hinter den Toren ab und ersetzte sie durch Tribünen mit je 3.000 Kunststoffsitzen. Die neuen Ränge wurden nach dem ehemaligen Trainer des Vereins, Bob Shankly (1959–1965), und dem ehemaligen Spieler Bobby Cox (1956–1968) benannt. Die Namen der Tribünen wurden von den Fans gewählt. Im Jahr 2005 erhielt das Spielfeld eine Rasenheizung.

## Entwicklung und Umzug
Im Jahr 2002 wurden Pläne für den Bau eines neuen Stadions in der Stadt ausgearbeitet, als Teil Schottlands Bewerbung um die Ausrichtung der Fußball-Europameisterschaft 2008. Dieses Stadion hätten sich der FC Dundee und deren Stadtrivale Dundee United geteilt, was beide Vereine dazu gezwungen hätte ihre historischen Stadien Dens Park und Tannadice Park zu verlassen. Der Bau des Stadions war an einem neuen Standort im Caird Park im Nordosten der Stadt geplant. Schottland war mit seiner Bewerbung jedoch nicht erfolgreich.
Im Mai 2009 wurde berichtet, dass das Stadion dem örtlichen Geschäftsmann John Bennett gehört. Im Oktober 2014 gab die Dundee Supporter’s Society bekannt, dass sie dem damaligen Vereinsvorsitzenden Bill Colvin Pläne vorgelegt habe, die es dem Verein ermöglichen könnten, das Stadion von Bennett zurückzukaufen. Im April 2015 gab Colvin bekannt, dass Verhandlungen über den Rückkauf des Stadions von Bennett und seiner Firma Sandeman Holdings geführt würden. Der Kauf des Stadions wurde im Oktober 2023 abgeschlossen.
Im August 2016 kauften die Vereinsbesitzer John Nelms und Tim Keyes Grundstücke im Stadtteil Camperdown am nordwestlichen Rand der Stadt neben der Dundee Ice Arena. Im Februar 2017 wurde bekannt, dass der Plan für dieses Grundstück darin bestand, aufgrund der steigenden Wartungskosten im Dens Park ein neues Stadion für den Verein zu errichten. Dokumente zum geplanten neuen Stadion wurden im August 2017 eingereicht, bevor ein formeller Bauantrag eingereicht wurde.
Im Juni 2022 verlegte Dundee seinen Trainingsbetrieb vom Dens Park auf den Gardyne Campus des Dundee and Angus College im Südosten der Stadt mit der Absicht, die dortigen Sportanlagen zu verbessern. Ende 2023 wurden überarbeitete Plänen für das „Camperdown-Stadion“ veröffentlicht.

## Besucherrekord und Zuschauerschnitt
Der Rekordbesuch kam im Februar 1953 zustande. Zu dem Spiel der 2. Runde im Scottish FA Cup 1952/53 zwischen dem FC Dundee und den Glasgow Rangers versammelten sich 43.024 Besucher im Stadion.
- 2014/15: 6.966 (Scottish Premiership)
- 2015/16: 6.122 (Scottish Premiership)
- 2016/17: 6.410 (Scottish Premiership)
- 2017/18: 5.947 (Scottish Premiership)
- 2018/19: 6.025 (Scottish Premiership)
- 2019/20: 5.227 (Scottish Championship)
- 2020/21: N/A (COVID-19-Pandemie)
- 2021/22: 5.794 (Scottish Premier League)
- 2022/23: 4.895 (Scottish Championship)
- 2023/24: 6.907 (Scottish Premier League)

## Tribünen
- North Stand – (Nord, Haupttribüne)
- South Stand – (Süd, Gegentribüne)
- Bobby Cox Stand – (West, Hintertortribüne)
- Bob Shankly Stand – (Ost, Hintertortribüne, Gästerang)